# Елизабет Йънг-Бруел
Елизабет Йънг-Бруел (Elisabeth Young-Bruehl; родена Елизабет Бъркли Йънг, 3 март 1946 – 1 декември 2011) е американски академик, психотерапевт и психоаналитик в Ню Йорк и лекар към Центъра за обучение и изследвания по психоанализа към Колумбийския университет. От 2007 г. до смъртта си през 2011 г. пребивава в Торонто, Канада. Автор е на множество книги, по-забележими от които са биографиите на Хана Арент и Ана Фройд. Монографията ѝ „Анатомия на предразсъдъците“ е носител на Наградата на Асоциацията на американските книгоиздатели за най-добра книга в областта на психологията за 1996 г. Член на Психоаналитичното общество на Торонто и съоучредител на Кавършам Пръдъкшънс – компания, произвеждаща материали за обучение по психоанализа.